# Liste der Monuments historiques in Lillemer
Die Liste der Monuments historiques in Lillemer führt die Monuments historiques in der französischen Gemeinde Lillemer auf.

## Liste der Objekte
| Bezeichnung                                      | Beschreibung                                                   | Standort                     | Kennzeichnung | Schutzstatus | Datum | Bild |
| ------------------------------------------------ | -------------------------------------------------------------- | ---------------------------- | ------------- | ------------ | ----- | ---- |
| Hauptaltar mit Retabel, Tabernakel und Baldachin | Holz, bemalt und vergoldet, zweite Hälfte des 19. Jahrhunderts | in der Kirche St-Eloi (Lage) | PM35000297    | Classé       | 1971  |      |
| Prozessionskreuz                                 | Silber, 1743                                                   | in der Kirche St-Eloi (Lage) | PM35000296    | Classé       | 1948  |      |